# Troglohyphantes pugnax
Troglohyphantes pugnax là một loài nhện trong họ Linyphiidae.
Loài này thuộc chi Troglohyphantes. Troglohyphantes pugnax được Christa L. Deeleman-Reinhold miêu tả năm 1978.